# GD Tourizense
Der GD Tourizense (offiziell: Grupo Desportivo Tourizense) ist ein Fußballverein aus dem zentralportugiesischen Dorf Touriz  in der Gemeinde Midões (Tábua), im Distrikt Coimbra.

## Geschichte
Der Verein wurde am 1. Mai 1975 gegründet. Nach einem stetigen Aufstieg in den Ligen des Distrikts Coimbra spielt der Verein momentan in der drittklassigen Campeonato Nacional de Seniores. 2008 und 2009 wurde er zweimal in Folge Vizemeister.